# Gianni Fermi
Gianni Fermi (Monticelli d'Ongina, 21 febbraio 1935 – Livorno, 2 gennaio 2021) è stato un calciatore italiano, di ruolo centrocampista.

## Carriera
Cresciuto nella Monticellese, viene prelevato dal Milan dove disputa una stagione nelle formazioni giovanili (1952-1953). L'anno successivo esordisce nella Cremonese, con cui ottiene la promozione in Serie C nel campionato 1953-1954, collezionando complessivamente 29 presenze e 6 reti nel ruolo di ala destra. Al termine della stagione viene ingaggiato dalla SPAL di Paolo Mazza, con cui esordisce in Serie A il 17 aprile 1955 sul campo del Catania giocando come mezzala; l'8 maggio successivo è ancora titolare, nella squadra sconfitta per 3-1 sul campo della Juventus
Nel 1955 viene ceduto in prestito alla Reggiana, in IV Serie. In granata viene impiegato come titolare, contribuendo con 27 presenze e una rete al primo posto nel girone C della IV Serie 1955-1956; disputa inoltre le partite di spareggio-promozione e le finali scudetto, collezionando altre 7 presenze. Rientrato alla SPAL, vi rimane due stagioni collezionando un'unica presenza, il 6 aprile 1958 nella vittoriosa trasferta di Bologna, presenza che rimane anche l'ultima in Serie A.
Ceduto in Serie B al Catania, contribuisce con 29 presenze alla salvezza della formazione siciliana, che nel corso della stagione 1958-1959 avvicenda quattro allenatori. Milita poi per tre stagioni nel Livorno in Serie C, prima di trasferirsi alla Salernitana dove disputa altre tre stagioni in terza serie. Chiude la carriera con un triennio in Serie D con Latina, Juve Stabia e Civitavecchia.
In carriera ha totalizzato 3 presenze in Serie A e 58 presenze in Serie B.

## Palmarès

### Giocatore

#### Competizioni nazionali
- IV Serie: 2

Cremonese: 1953-1954
Reggiana: 1955-1956